# بيترس إيلي
بيترس إيلي (بالسويدية: Beatrice Eli)‏ هي كاتبة غنائية ومغنية سويدية، ولدت في 9 يناير 1987 في ستوكهولم في السويد.

## وصلات خارجية
- بيترس إيلي على موقع ميوزك برينز (الإنجليزية)
- بيترس إيلي على موقع أول ميوزيك (الإنجليزية)
- بيترس إيلي على موقع ديسكوغز (الإنجليزية)